# Christoph Moosbauer
Christoph Moosbauer (* 31. Mai 1969 in Garmisch-Partenkirchen) ist ein deutscher Politiker (SPD) und ehemaliger Bundestagsabgeordneter.

## Leben
Moosbauer besuchte von 1975 bis 1979 die Grundschule Burgrain und anschließend bis 1988 das Benediktinergymnasium Ettal. Nach dem Gymnasium machte er bis 1990 eine kaufmännische Ausbildung zum Buchhändler in München und absolvierte danach ein Studium der Politikwissenschaft, das er 1997 abschloss. Von 1994 bis 1998 arbeitete er als Mitarbeiter im Bayerischen Landtag. Nach seinem Ausscheiden aus dem Deutschen Bundestag baute er ab 2004 die Kommunikations- und Strategieberatung Concilius in München und Berlin mit auf, deren Vorstand er von 2008 bis 2014 angehörte. Anfang 2015 wechselte er als Managing Director zur Kommunikationsberatung MSL Germany.

## Partei
Von 1992 bis 1995 war er Geschäftsführer der Jungsozialisten in München und von 1996 bis 1998 deren Vorsitzender. Im Jahr 1998 wurde er für den Wahlkreis München-Süd in den Bundestag gewählt, dem er für eine Legislaturperiode bis 2002 angehörte. 2002 bis 2004 gehörte er dem Vorstand der Münchner SPD an.

## Abgeordneter
Bei der Bundestagswahl 1998 gewann er für die SPD den Wahlkreis München-Süd direkt. Er gehörte den Bundestag für eine Legislaturperiode bis 2002 an. In dieser Zeit war er Mitglied im Auswärtigen Ausschuss, nahostpolitischer Sprecher der SPD-Bundestagsfraktion und von 2001 bis 2002 Vorsitzender des Unterausschusses Vereinte Nationen.

## Sonstiges
Moosbauer ist Sprecher des Managerkreises der Friedrich-Ebert-Stiftung in Bayern sowie stellvertretender Vorsitzender des Wirtschaftsforums der Sozialdemokratie in München. 